# René Wohlhauser
René Wohlhauser, né le 24 mars 1954 à Zurich, est un musicien et compositeur suisse.

## Biographie
De 1975 à 1979 Wohlhauser étudie le contrepoint, l'harmonie, l'analyse, le solfège, l'orchestration et la composition avec Thomas Kessler, Robert Suter, Jacques Wildberger et Jürg Wyttenbach à l'académie de musique de Bâle. Il obtient un diplôme de  théorie de la musique. Puis il étudie la  composition avec Kazimierz Serocki, Mauricio Kagel, Herbert Brün et Heinz Holliger, ainsi qu'avec Klaus Huber et Brian Ferneyhough pendant plusieurs années.   
Wohlhauser enseigne désormais la composition, l'improvisation et la théorie à l'académie de musique de Bâle. Sa musique contemporaine lui vaut d'être invité partout en  Europe, principalement avec son ensemble « Ensemble Polysono », ainsi qu'avec la soprano Christine Simolka. Wohlhauser a publié plusieurs ouvrages sur la musique.

## Musique
La production de Wohlhauser couvre de nombreux genres musicaux. Ses compositions comprennent  solo, orchestre de chambre, orchestre, orgue et scène. Dans ses premières recherches, Wohlhauser utilise également des techniques d'électroacoustique. Des inspirations extra-musicales sont souvent le point de départ de ses compositions avec des références à la philosophie, la linguistique et les thèmes scientifiques. Wohlhauser est un  compositeur recherchant sans cesse de nouvelles stratégies de composition remettant en cause les systèmes établis, résultant en un langage musical complexe et parfois ardu pour les interprètes et l'audience,,.

## Compositions
- Lemuria pour 2 flutes  (1977)
- Nesut pour piano solo (1977)
- cemaltorz pour soprano (et mezzo-soprano) et piano (1977)
- Souvenirs de l’Occitanie pour clarinette solo (1978)
- Modulaltica pour  flute et synthétiseur (1978). Aussi : Modulaltica-Variationen pour flute alto solo (1978)
- Fragmente pour orchestre (1979)
- flautando pour 2 flutes (1980/81, rev. 1987)
- Musica Assoluta e Determinata pour voix et orchestre de chambre (1981)
- Largo elettrificato pour voix et orchestre de chambre avec modulation électronique(1981)
- Klavierquartett pour  trio à cordes (violon, alto, violoncelle) et  piano (1979/83-84, rév. 1987)
- Schlagzeugtrio (1984/85). Version supplémentaire  Sarktirko (2008) pour percussion solo
- CI-IC pour  flute et alto (1985)
- Duometrie pour flute et clarinette basse (1985/86)
- Orgelstück pour orgue (1986)
- Drei Stücke pour piano (1986/87)
- Klarinettentrio «Metamusik» pour 3 clarinettes en Si bémol (1986/87)
- Adagio assai pour quator à cordes (1982/83/85/87/88)
- Atemlinie pour trompe de chasse solo (et tam-tam, ) (1988)
- Lumière(s) pour orgue (1989)
- in statu mutandi pour orchestre (1991–93)
- vocis imago pour flute, clarinette, percussion, piano, violon  et violoncelle (1993–95). 62 autres versions du solo au quintet.
- Gedankenflucht pour violoncelle et piano (1995)
- Quantenströmung pour flute, alto et harpe (harpe trio) (1996)
- Quantenströmung – version pour flute,violoncelle et piano (1996–97)
- Entropía pour violoncelle (1997/98)
- carpe diem in beschleunigter Zeit pour quatuor à corde (1998/99)
- Die Auflösung der Zeit in Raum pour saxophone, percussion et piano (2000–01). Autre version : Saró (2008) pour solo saxophone
- Meditation über die Zeit für die linke Hand am Klavier pour piano (2001)
- Klänge in der Zeit pour piano (2000)
- Manía pour piano (2001/02)
- Musik für Flöte solo pour solo flute (2002)
- Gantenbein, Musiktheater für 4 Solisten und Orchester (2002–2004), texte d'après Max Frisch
- Rachearie from the opera Gantenbein, transcription pour soprano et piano (2004)
- Sulawedische Lieder, Chant et voix, un cycle de textes onomatopoétiques par le  compositeur pour soprano (et mezzo-soprano), baryton, 1 à 2 voix et piano (2 à 5) (2005/06/08)
- Drei andere Stücke pour piano (2005/06)
- mira schinak, trio pour soprano, flute et piano. Basé sur un texte onomatopoétique  du compositeur (2006)
- mikka resna pour tenor et  guitare. Basé sur un texte onomatopoétique  du compositeur (2006)
- Studie über Zustände und Zeitprozesse pour flute et piano (2007)
- ‘Srang pour soprano, flute, clarinette et violoncelle. Basé sur un texte onomatopoétique du compositeur (2007)
- Streichtrio pour trio à cordes (2007)
- Sarktirko (2008) pour solo percussion
- Saró (2008) pour solo saxophone
- Ly-Gue-Tin, eine augenzwinkernd-klingende, halbszenische Werkmonographie für Stimme(n) und Klavierklänge auf eigene lautpoetische Texte pour voix et piano (1988)
- Sokrak pour soprano, flute, clarinette, violoncelle et piano. Basé sur un texte onomatopoétique du compositeur  (2008)
- Iguur – Blay –Luup, triptyque pour solo soprano, duo soprano-bariton, soprano et ensemble de chambre. Basé sur un texte  onomatopoétique du compositeur (2009). .
- Masona pour 16-voix et chœur. Basé sur des textes onomatopoétiques par le compositeur (2009–10)[4]

## Prix
- 1978 Valentino Bucchi Prix de composition, Rome
- 1981 Association écoles de musique allemande, Bonn, Prix de composition
- 1983 Association écoles de musique de Zurich, Suisse, Prix de composition
- 1984 Ville et canton de Fribourg, Suisse, Prix de composition
- 1987 Chapitre de Salzbourg : Prix de composition
- 1988 Darmstadt International Cours d'été : Kranichstein grant
- 1990 Fondation pour la musique et le théâtre : St Gallen, Suisse, Prix de composition
- 1991 Prix de la culture, canton de Lucerne, Suisse
- 1992 Complimentary award, Schweizer Gesellschaft für musikpädagogische Forschung, Zurich
- 1996 Prix « Selection », Radio Suisse Internationale
- 1998 Culture award, canton de  Bâle-Landschaft, Suisse

## Discographie
- René Wohlhauser « in statu mutandi » (Creative Works Records CW 1026, © 1996)
- René Wohlhauser, portrait du compositeur (Grammont Portrait CTS-M 117, © 2009)
- Ensemble polysono, compositions de René Wohlhauser et Ursula Seiler Kombaratov, vol. 1 (Polysono Records 2008-1, © 2008)
- Ensemble polysono, compositions de René Wohlhauser et Ursula Seiler Kombaratov, vol. 2 (Polysono Records 2009-1, © 2009)

## Publications
- (de) Über kompositorische, ästhetische und philosophische Aspekte eigener Werke, in: Komposition und Ästhetik.  Schott, Mainz 1994, p. 98-107 (Darmstädter Beiträge zur Neuen Musik, 20).
- (de) in statu mutandi – a work analysis, in: Claus-Steffen Mahnkopf, Frank Cox, Wolfram Schurig, Polyphony & Complexity Wolke Verlag, Hofheim 2002, p. 314-324 (New Music and Aesthetics in the 21st Century, 1).
- (de) Ein Psychodrama der Seelenspiegelungen. Über die Oper «Gantenbein»., in: Dissonanz. No. 87 (9/2004), Zürich 2004.
- (de) Der notwendige Anachronismus der Kunst. Essay for the composer's portrait CD Grammont-CD 2009[5].